# Табаковац
Табаковац је насељено место града Зајечара у Зајечарском округу. Према попису из 2022. било је 93 становника (према попису из 1991. било је 281 становника).

## Демографија
У насељу Табаковац живи 172 пунолетна становника, а просечна старост становништва износи 45,4 година (43,9 код мушкараца и 47,1 код жена). У насељу има 56 домаћинстава, а просечан број чланова по домаћинству је 3,71.
Ово насеље је углавном насељено Србима (према попису из 2002. године), а у последња три пописа, примећен је пад у броју становника.
|  |

| Демографија | Демографија | Демографија |
| Година      | Становника  | Становника  |
| ----------- | ----------- | ----------- |
| 1948.       | 381         |             |
| 1953.       | 389         |             |
| 1961.       | 385         |             |
| 1971.       | 351         |             |
| 1981.       | 310         |             |
| 1991.       | 281         | 272         |
| 2002.       | 208         | 236         |

| Етнички састав према попису из 2002.‍ | Етнички састав према попису из 2002.‍ | Етнички састав према попису из 2002.‍ | Етнички састав према попису из 2002.‍ | Етнички састав према попису из 2002.‍ |
| ------------------------------------ | ------------------------------------ | ------------------------------------ | ------------------------------------ | ------------------------------------ |
|                                      |                                      |                                      |                                      |                                      |
| Срби                                 | Срби                                 |                                      | 181                                  | 87,01%                               |
| Власи                                | Власи                                |                                      | 17                                   | 8,17%                                |
| Румуни                               | Румуни                               |                                      | 3                                    | 1,44%                                |
| Југословени                          | Југословени                          |                                      | 1                                    | 0,48%                                |
| непознато                            | непознато                            |                                      | 6                                    | 2,88%                                |

| Година пописа     | 1948. | 1953. | 1961. | 1971. | 1981. | 1991. | 2002. |
| ----------------- | ----- | ----- | ----- | ----- | ----- | ----- | ----- |
| Број домаћинстава | 91    | 88    | 88    | 83    | 75    | 70    | 56    |

| Број чланова      | 1 | 2  | 3 | 4 | 5  | 6  | 7 | 8 | 9 | 10 и више | Просек |
| ----------------- | - | -- | - | - | -- | -- | - | - | - | --------- | ------ |
| Број домаћинстава | 7 | 15 | 7 | 2 | 11 | 11 | 3 | 0 | 0 | 0         | 3,71   |

| Пол    | Укупно | Неожењен/Неудата | Ожењен/Удата | Удовац/Удовица | Разведен/Разведена | Непознато |
| ------ | ------ | ---------------- | ------------ | -------------- | ------------------ | --------- |
| Мушки  | 91     | 12               | 65           | 9              | 5                  | 0         |
| Женски | 87     | 10               | 56           | 17             | 4                  | 0         |
| УКУПНО | 178    | 22               | 121          | 26             | 9                  | 0         |

| Пол    | Укупно                    | Пољопривреда, лов и шумарство | Рибарство                            | Вађење руде и камена | Прерађивачка индустрија       |
| ------ | ------------------------- | ----------------------------- | ------------------------------------ | -------------------- | ----------------------------- |
| Мушки  | 52                        | 26                            | 0                                    | 3                    | 5                             |
| Женски | 41                        | 40                            | 0                                    | 0                    | 0                             |
| УКУПНО | 93                        | 66                            | 0                                    | 3                    | 5                             |
| Пол    | Производња и снабдевање   | Грађевинарство                | Трговина                             | Хотели и ресторани   | Саобраћај, складиштење и везе |
| Мушки  | 0                         | 1                             | 0                                    | 0                    | 16                            |
| Женски | 0                         | 0                             | 1                                    | 0                    | 0                             |
| УКУПНО | 0                         | 1                             | 1                                    | 0                    | 16                            |
| Пол    | Финансијско посредовање   | Некретнине                    | Државна управа и одбрана             | Образовање           | Здравствени и социјални рад   |
| Мушки  | 0                         | 0                             | 0                                    | 1                    | 0                             |
| Женски | 0                         | 0                             | 0                                    | 0                    | 0                             |
| УКУПНО | 0                         | 0                             | 0                                    | 1                    | 0                             |
| Пол    | Остале услужне активности | Приватна домаћинства          | Екстериторијалне организације и тела | Непознато            | Непознато                     |
| Мушки  | 0                         | 0                             | 0                                    | 0                    | 0                             |
| Женски | 0                         | 0                             | 0                                    | 0                    | 0                             |
| УКУПНО | 0                         | 0                             | 0                                    | 0                    | 0                             |